# Контрафактура
Контрафакту́ра (нім. Kontrafaktur, від пізньолат. contrafactum) — підтекстовка вокальної мелодії новими віршами замість початкових.
Термін контрафактура не був поширений в історичні часи (зустрічається безсистемно починаючи з другої половини XV століття), вперше розроблений К. Хеннігом (1909), у широкий вжиток увійшов завдяки науковим працям Ф. Геннріха (вперше у 1918). У залежності від етичної оцінки оновленого музично-поетичного цілого розрізняють три головні напрямки контрафактури: обробка оригіналу зі зниженням (як правило, при заміні літургійного або паралітургійного тексту світським), з підвищенням (заміна світського тексту церковним) і нейтральна (без навмисного зміни етичного сенсу цілого).
Генетично контрафактура сходить до глибокої старовини, одним з її прообразів можна вважати античний ном, тобто мелодію-модель, на яку розспівувалися різні за змістом строфи епосу. У західному середньовіччі контрафактура торкнулася, перш за все, одноголосних католицьких піснеспівів (див. Григоріанський хорал), причому не тільки формульні (наприклад, псалмові тони різного узусу), але й відносно розвинені мелодії (наприклад, мелодії секвенції «Laetabundus»).
Розспіви тексту на мелодичну модель як композиційний принцип має, мабуть, загальносвітове значення. Типологічної паралеллю на сході є Макам, у православній богослужбової музики — спів «на подобен» (див. Знаменний розспів, Ірмологій). З того ж ряду мелодії-моделі «тони» мейстерзингерів, барвисто обіграні Ріхардом Вагнером в його операх «Нюрнберзькі мейстерзінгери» і «Тангейзер».
Секуляризація і консумізація цивілізованого суспільства і пов'язаний з цими процесами захист прав індивіда (в тому числі його інтелектуальної власності) безперервно набирають чинності з моменту першого бурхливого розвитку друкарства в XVI столітті (особливо в Італії) аж до наших днів, перетворили контрафактуру в негоже (а з точки зору кримінального права і протизаконне) діяння.
З появою в мережі караоке-файлів (формат .kar) з'явилась можливість підставляти замість оригінальних (треків зі словами) — будь-які тексти.